# Mustang Jeans
A Mustang Holding GmbH egy német textilipari cég, amelynek a központja Schwäbisch Hall található. Legismertebb márkája (védjegye a Mustang).

## Története
A textilipari társaság 1932. május 2-án alapult L. Hermann Kleiderfabrik néven Künzelsauban. Tulajdonosa Luise Hermann volt, aki egyébként először munkaruhákat gyártott. A jelenlegi cég alapítója Rolf Hermann (1926-2008). 1948-ban már több, mint 300 farmert adtak el.  Amerikai mintára kezdte meg a sorozatgyártást. 1953-ban elkészült az első női farmernadrág, Girl's Campinghose néven. 1958-ban született meg a Mustang Jeans név. [forrás?] A cég 1961-ben dobta piacra dobta az első stretch farmermodelljét. A termékeket 1981-től Franciaországba és Portugáliába exportálták.  
1981-ben a cég kibővült, már Franciaországban és Portugáliában is lehetett kapni a termékeit.
1989-ben megszerezte a JOOP! Jeans licencét.
1997-ben 29.000 méter farmeranyagot használtak fel.
1999 óta gyártanak a farmerok mellett: cipőket, öveket, táskákat, alsóneműket, zoknikat, órákat és parfümöket.
2007-ben bezárt az utolsó magyar gyár, amely Marcaliban volt. A gyárakat főleg Kínába és a Távol-Keletre helyeztették át.
2007-ben nyitották meg saját múzeumukat Künzelsauban az Austraße-n, a Hermann család régi lakhelyén.

## Országok, ahol jelen van
27 ország 1974 üzletében kaphatók termékei.
| - Ausztria – 125 üzlet - Belgium – 35 üzlet - Bosznia-Hercegovina – 2 üzlet - Ciprus – 2 üzlet - Csehország – 35 üzlet - Észtország – 8 üzlet - Fehéroroszország – 8 üzlet - Franciaország – 175 üzlet - Hollandia – 70 üzlet | - Horvátország – 45 üzlet - Írország – 70 üzlet - Kína (+ Hongkong) – 4 üzlet - Lengyelország – 93 üzlet - Lettország – 1 üzlet - Luxemburg – 5 üzlet - Magyarország – 25 üzlet - Málta – 1 üzlet - Németország – 1010 üzlet | - Olaszország – 34 üzlet - Oroszország – 34 üzlet - Portugália – 9 üzlet - Románia – 7 üzlet - Spanyolország – 33 üzlet - Svájc – 127 üzlet - Szlovákia – 9 üzlet - Szlovénia – 5 üzlet - Törökország – 2 üzlet |  |